# Couvron-et-Aumencourt
Couvron-et-Aumencourt ist eine französische Gemeinde mit 931 Einwohnern (Stand: 1. Januar 2022) im Département Aisne der Region Hauts-de-France. Sie gehört zum Arrondissement Laon und zum Kanton Marle.

## Geographie
Die Gemeinde Couvron-et-Aumencourt liegt in den nördlichen Ausläufern des Höhenzuges Chemin des Dames, etwa zwölf Kilometer nordwestlich von Laon. Im Osten der Gemeinde liegt der ehemalige Militärflugplatz Laon-Couvron. Nachbargemeinden von Couvron-et-Aumencourt sind Remies im Norden, Assis-sur-Serre im Nordosten, Chéry-lès-Pouilly im Osten, Vivaise im Südosten, Crépy im Süden und Südwesten, Versigny im Westen sowie Monceau-lès-Leups im Nordwesten. Durch den Nordwesten der Gemeinde verläuft die Autoroute A26.

## Bevölkerungsentwicklung
| Jahr                       | 1962 | 1968 | 1975 | 1982 | 1990 | 1999 | 2006 | 2012 | 2021 |
| Einwohner                  | 606  | 590  | 666  | 697  | 899  | 1015 | 1414 | 1151 | 936  |
| Quellen: Cassini und INSEE |      |      |      |      |      |      |      |      |      |

## Sehenswürdigkeiten

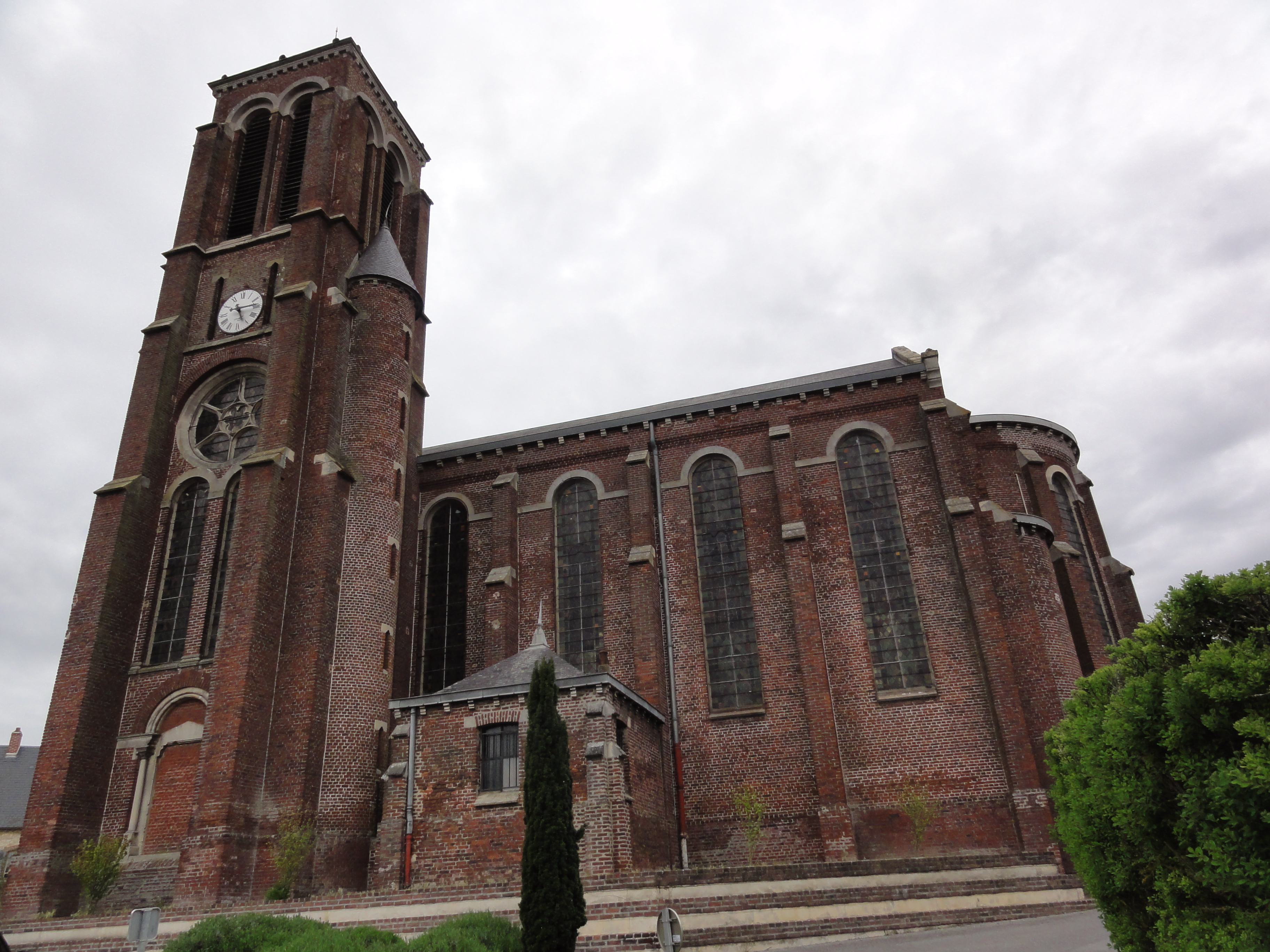
Kirche Saint-Privat
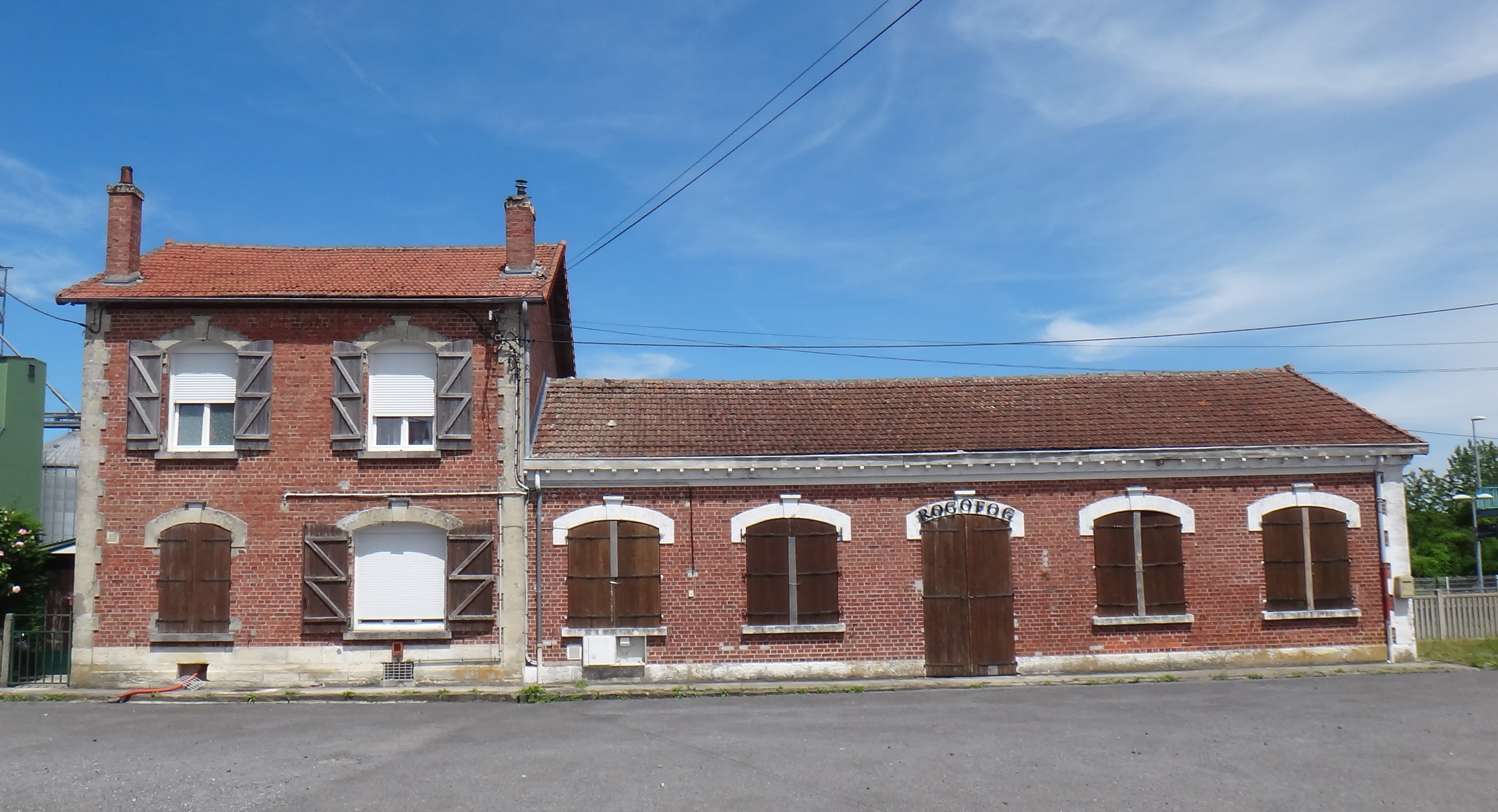
Ehemaliger Bahnhof
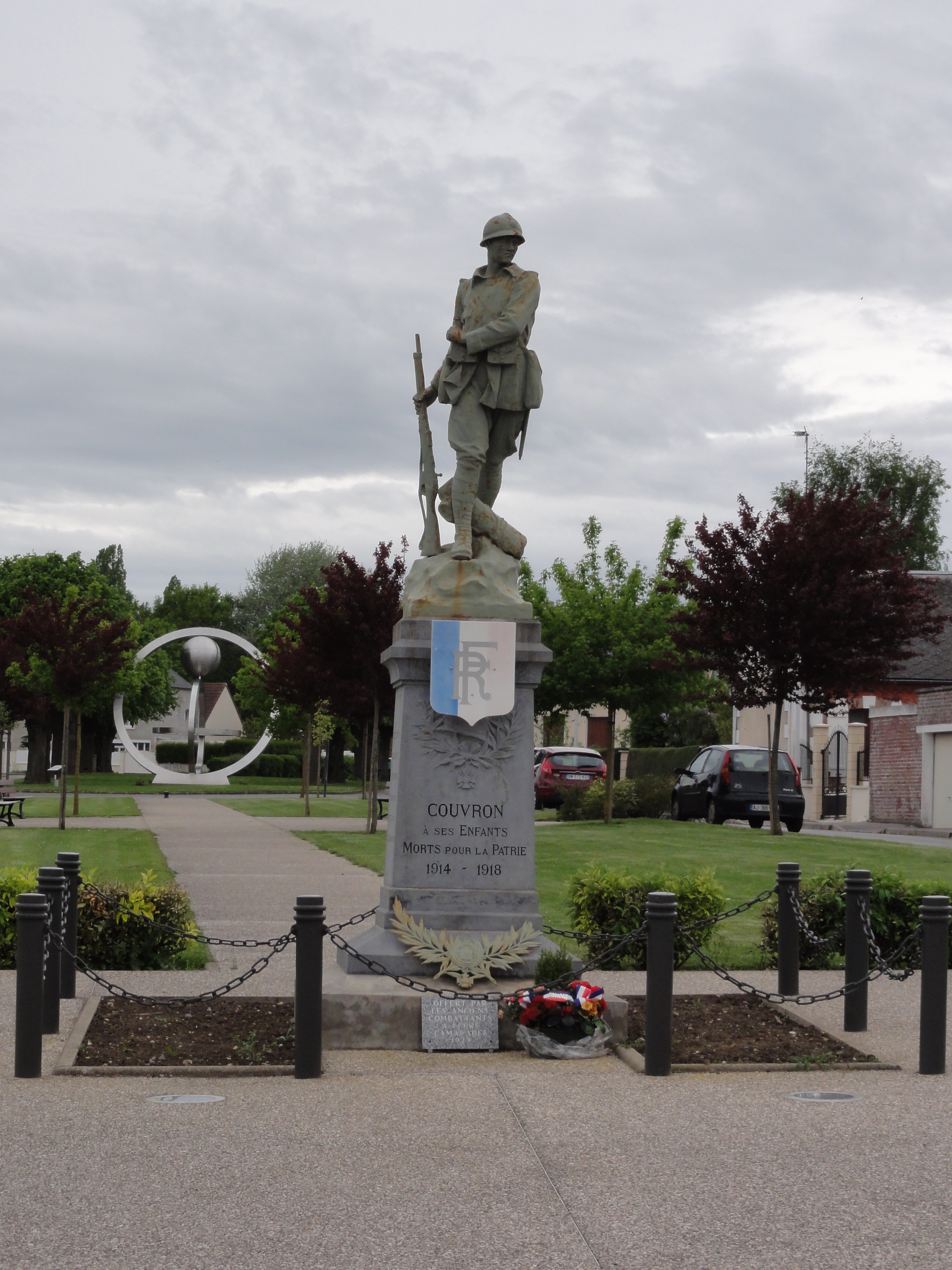
Gefallenendenkmal

- Kirche Saint-Privat
- Ehemaliger Bahnhof
- Gefallenendenkmal